# Folie passagère
Folie passagère est une émission de télévision diffusée du 4 novembre 2015 au 25 mai 2016 sur France 2 le mercredi soir, en deuxième partie de soirée à 22 h 35. L'émission est présentée et produite par Frédéric Lopez. Elle est diffusée à la place du talk-show d'Alessandra Sublet Un soir à la tour Eiffel.

## Concept
L'émission se présente sous la forme d'un talk-show. Quatre invités sont reçus par numéro : deux invités célèbres présents toute la durée de l'émission et sur le parcours desquels Frédéric Lopez revient, un invité travaillant dans la recherche scientifique et un invité ayant créé un projet social. Au cours de l'émission, de nombreux (douze initialement, huit par la suite) chroniqueurs interviennent, chacun jouant un rôle. Certains collaborent déjà à la radio avec Frédéric Lopez. Ces chroniqueurs sont Aurore Delplace, Noémie de Lattre, Nicole Ferroni, Noman Hosni, Alexandre Jardin, Gigi Mc Farlane, Daniel Morin, Thomas Nucci, Pierre-Emmanuel Barré, Fadily Camara, Sony Chan et David Salles. Les quatre derniers n'interviennent plus à partir de janvier 2016. Richard Lornac en est l'animateur musical au piano et claviers.

## Tournage
Deux émissions sont enregistrées par semaine et ce deux fois par mois.
L'émission est enregistrée aux studios Post & Prod au Perray-en-Yvelines. L'agence MyClap est chargée du public sur le tournage.
Le décor de l'émission permet au téléspectateur de se retrouver au cœur d'une discussion entre amis dans un café-théâtre.

## Audiences
La première émission rassemble beaucoup de téléspectateurs : ils étaient 1 330 000 téléspectateurs pour la regarder le 4 novembre 2015. L'audience s'effrite ensuite au cours des semaines pour passer en dessous du million et atteindre 739 000 téléspectateurs (7,9 % de part d'audience), soit le plus faible score de l'émission en termes de téléspectateurs. Puis le nombre de téléspectateurs augmente jusqu'à atteindre à nouveau les 1 300 000 téléspectateurs le 20 janvier 2016, réalisant un record d'audience en termes de part d'audience (12,4 %). Malgré ces scores plutôt bons, dans plusieurs entretiens l'animateur et producteur Frédéric Lopez l'affirme lui-même : « Je voulais surprendre le public, je l'ai dérouté ».
En moyenne, l'émission rassemble 950 000 téléspectateurs, soit 8,6 % du public. Ce sont des scores à peine plus élevés qu'Un soir à la tour Eiffel (qui rassemblait 923 000 téléspectateurs en moyenne, soit 8,5 % du public sur 33 émissions hebdomadaires).
| №  | Date de diffusion       | Invités                                  | Téléspectateurs | Part de marché (sur les 4 ans et plus) | Réf.   |
| -- | ----------------------- | ---------------------------------------- | --------------- | -------------------------------------- | ------ |
| 1  | 4 novembre 2015         | Isabelle Mergault et Frank Lebœuf        | 1 330 000       | 12,2 %                                 | [ 5 ]  |
| 2  | 11 novembre 2015        | Pierre Palmade et Renaud Lavillenie      | 1 060 000       | 7,8 %                                  | [ 6 ]  |
| 3  | 25 novembre 2015        | Pierre Perret et Clémentine Célarié      | 822 000         | 8,1 %                                  | [ 7 ]  |
| 4  | 2 décembre 2015         | Marianne James et Alain Bernard          | 817 000         | 7,3 %                                  | [ 8 ]  |
| 5  | 9 décembre 2015         | Chantal Ladesou et Thomas Dutronc        | 739 000         | 7,9 %                                  | [ 9 ]  |
| 6  | 16 décembre 2015        | Lara Fabian et Pascal Elbé               | 808 000         | 7,9 %                                  | [ 10 ] |
| 7  | 6 janvier 2016          | Roselyne Bachelot et Tomer Sisley        | 860 000         | 7,1 %                                  | [ 11 ] |
| 8  | 13 janvier 2016         | Catherine Jacob et Jo-Wilfried Tsonga    | 852 000         | 6,7 %                                  | [ 12 ] |
| 9  | 20 janvier 2016         | Anne Roumanoff et Dave                   | 1 310 000       | 12,4 %                                 | [ 13 ] |
| 10 | 27 janvier 2016         | Isabelle Nanty et Bénabar                | 991 000         | 9,1 %                                  | [ 14 ] |
| 11 | 10 février 2016         | Florence Pernel et Arnaud Ducret         | 871 000         | 8,7 %                                  | [ 15 ] |
| 12 | 17 février 2016         | Anggun et Jean-Marie Bigard              | 857 000         | 9,3 %                                  | [ 16 ] |
| 13 | 24 février 2016         | Michèle Bernier et Lambert Wilson        | 870 000         | 9,1 %                                  | [ 17 ] |
| 14 | 2 mars 2016             | Virginie Hocq et Stéphane Rousseau       | 757 000         | 8,5 %                                  | [ 18 ] |
| 15 | 9 mars 2016             | Macha Méril et Philippe Lellouche        | 777 000         | 10 %                                   | [ 19 ] |
| 16 | 16 mars 2016            | Nawell Madani et Pascal Obispo           | 674 000         | 9,2 %                                  | [ 20 ] |
| 17 | 23 mars 2016            | Caroline Vigneaux et Antoine Duléry      | 659 000         | 8,2 %                                  | [ 21 ] |
| 18 | 6 avril 2016            | Axelle Laffont et Stéphane Freiss        | 652 000         | 6,2 %                                  | [ 22 ] |
| 19 | 13 avril 2016 (23 h 45) | Sophie Tapie et Alexandre Arcady         | 332 000         | 7,1 %                                  | [ 23 ] |
| 20 | 20 avril 2016           | Denise Fabre et Les Chevaliers du Fiel   | 830 000         | 8,7 %                                  | [ 24 ] |
| 21 | 27 avril 2016           | Joyce Jonathan et Franz-Olivier Giesbert | 630 000         | 7 %                                    | [ 25 ] |
| 22 | 4 mai 2016              | Catherine Ceylac et Tchéky Karyo         | 626 000         | 6,8 %                                  | [ 26 ] |
| 23 | 11 mai 2016             | Elsa Zylberstein et Dominique Besnehard  | 605 000         | 5,7 %                                  | [ 27 ] |
| 24 | 18 mai 2016             | Helena Noguerra et Bruno Solo            | 628 000         | 5,8 %                                  | [ 28 ] |
| 25 | 25 mai 2016 (0 h 20)    | Élisa Tovati et Patrick Chesnais         | 153 000         | 5,1 %                                  | [ 29 ] |